# 山本耕一 (アナウンサー)
山本 耕一（やまもと こういち、1967年2月23日 - ）は、日本のフリーアナウンサー、気象予報士、政治家。立憲民主党所属の福岡県議会議員（2期）。

## 来歴・人物
福岡県北九州市出身。中学時代からAMラジオの聴取者参加番組にハガキ投稿をはじめ、高校時代から雑誌「月刊OUT」や「週刊少年ジャンプ」等の読者投稿コーナーの常連となる。後者「ジャンプ放送局」では、2代目レース9位の成績を残した。
日本大学文理学部国文学科に進学。投稿が縁で、ゲーム作家さくまあきら（当時の肩書きはフリーライター）の事務所に出入りし、当時さくまが自費出版していたコミック誌「マンガハウス」の書店回り営業を大学生ながら担当。そこでゲーム作家堀井雄二（ドラゴンクエストシリーズ）や、タレント・司会のショッカーO野らと出会う。特にショッカーO野には社会人としての礼儀や基本的心得をたたきこまれる。
大学卒業後、1989年（平成元年）にテレビ長崎入社。アナウンサー業務に並行して、ディレクター兼報道記者活動も行う。局アナ時代は『めざましテレビ』長崎中継初代レポーターをはじめ、ローカル番組『夕方ヤッホー！』『テレビみゅーで』『できたてGopan』などの制作番組の司会、『KTNスーパーニュース』など報道ニュースのキャスターを担当。また、同僚の松永友幸アナらとバンドを組んで活動していたこともある。2003年春、家族の病気を機にテレビ長崎を退社し福岡に転居、フリーアナウンサーとして活動を始める。
なお『夕方ヤッホー！』内で結成したバンド名は「きみのみかたヤッホーズ」で、曲名は「きみのみかた」である。
2003年5月から2017年3月まで、KBC九州朝日放送のKBCニュースピアでお天気キャスターを担当した。キャスター就任時は資格取得者ではなかったが、第29回気象予報士試験で合格し、気象予報士となった。またヒューマンアカデミー福岡校、福岡アナウンススクールの非常勤講師としても活動中。
披露宴やイベントの司会、CM出演やナレーション業務もこなす。2017年現在は、古巣の北九州に戻って地域情報の発信等に取り組んでいる。
ピアニスト、声楽家、アカペラグループなど音楽関連の知人が多く、クラシック、ポップスなど音楽イベントの司会も行っている。北九州交響吹奏楽団の定期演奏会では2005年秋からしばらくレギュラー司会を担当した。
俳優のイッセー尾形の事務所とも親交があり、イッセー尾形の公演ではしばしば受付の手伝いやグッズの売り子をしている姿が目撃されている。
2019年4月7日投開票の福岡県議会議員選挙において、旧国民民主党公認で北九州市若松区選挙区より立候補。得票数9,806票（得票率38.0%）を獲得、トップでの当選を果たす。2023年福岡県議会議員選挙では、立憲民主党公認・国民民主党県連・社会民主党推薦で立候補し、2選。

## 余談
- 高校時代は、自宅から毎日渡し舟で通学していたというエピソードがある（洞海湾を渡る北九州市営渡船。当時の学生定期券は3ヶ月700円だったという）。
- 2004年8月から、初めての子供の安産を願って、1日に1食はカレーを食べ、その感想をネットで発表するという「願掛け」に挑戦。2005年3月の長男誕生をもって終了した。カレー（うどんや菓子などの関連食品含む）を食べ続けた日数は220日に及んだ。
- ベテラン俳優で、過去にはワイドショー出演もしていた山本耕一と同姓同名だがまったくの無関係。

## 出演番組・CM

### 出演中
テレビ
- スポーツ中継（スカパー!Jリーグ中継・サガン鳥栖主催試合、フジテレビNEXT・F1実況など）

ゲーム
- ニンテンドーDS「桃太郎電鉄20周年」桜前線コメンテーター（イラスト出演）

### 出演(または放送も)終了
※は番組自体継続中
KBC九州朝日放送
テレビ
- 天気デス。

天気キャスター
- KBCニュースピア630
- KBCニュースピア
- スーパーJチャンネル九州・沖縄

いずれも天気キャスター。ニュースピアは18時25分の「やまもんのお天気」と番組終盤の天気コーナーに出演。スーパーJチャンネル九州・沖縄は九州・沖縄エリアでの気象関連のニュース時のみ出演。ニュースピアの関連番組である夜の「ピア天気」にも出演（2013年10月1日 - 2017年3月）していた。「ニュースピア630」時代の2003年5月から2017年3月まで、約14年間にわたって天気コーナーを担当した。
- KBCニュース455

天気コーナー担当
- 平成17年～平成20年　博多祇園山笠 追い山中継「走れ！ 山笠」

第一部メインキャスター
ラジオ
- 徳永玲子の週刊土曜日

KTN時代
- ナイスタイム

中継リポーター、司会
- 夕方！ヤッホー

中継リポーター、司会
- モーニングスマイル

司会
- テレビみゅーで

司会
- できたてGopan

中継リポーター、司会
- めざましテレビ※

各局中継リポーター
- KTNスーパータイム

メインキャスター
- KTNザ・ヒューマン

メインキャスター
- KTNスーパーニュース

メインキャスター
- FNS27時間テレビ※

長崎中継リポーター（1989年以降、数回）
CM
- KTNハウジングパーク「桜の里」キャラクター
- 三井消毒「価格篇」「リフォーム篇」キャラクター
- ベーシック（三井消毒）キャラクター

など